# Cosmos 1066
Il Cosmos 1066 è il nome con il quale venne lanciato il satellite artificiale sovietico Astrofizika (indice GRAU 11F653). Il lancio venne effettuato il 23 dicembre 1978 dal cosmodromo di Plesetsk tramite un vettore Vostok-2M. Non è chiaro quale fosse l'esatta natura di questo satellite: dal nome, la missione sembrerebbe legata a ricerche astrofisiche, anche se voci recenti riferiscono di esperimenti legati all'osservazione di sorgenti luminose artificiali sulla Terra. Comunque, è stato ipotizzato anche un suo impiego per test militari. La missione durò due anni.

## Descrizione tecnica
L'Astrofizika utilizzava la carrozza dei satelliti meteorologici Meteor-1, ed aveva un peso al lancio di 2 750 kg. Situato in orbita terrestre bassa, aveva perigeo 819 km, apogeo 890 km, inclinazione 81,2 gradi e periodo orbitale di 102 minuti.
Il payload, secondo voci recenti, sarebbe stato costituito da strumenti ottici in grado di osservare i laser: grazie a queste osservazioni, infatti, il satellite sarebbe stato in grado di effettuare degli aggiustamenti nella navigazione, e sarebbe così stato possibile valutare l'efficacia e la precisione del motore al plasma SPT-50 (SPD-50 secondo altre fonti) che garantiva la propulsione dell'Astrofizika. Questo motore, alimentato allo Xeno, era stato progettato dall'OKB Fakel, ed aveva una potenza di 350 W, con una spinta di 20 mN ed un impulso specifico di 1 250 secondi. La durata di funzionamento raggiungeva le 2 250 ore.
L'utilizzo dei laser, comunque, ha fatto pensare anche ad un impiego legato allo sviluppo di tecnologie militari. Il riferimento, infatti, potrebbe essere a sperimentazioni legate all'installazione Terra-3.